# The City (film, 1926)

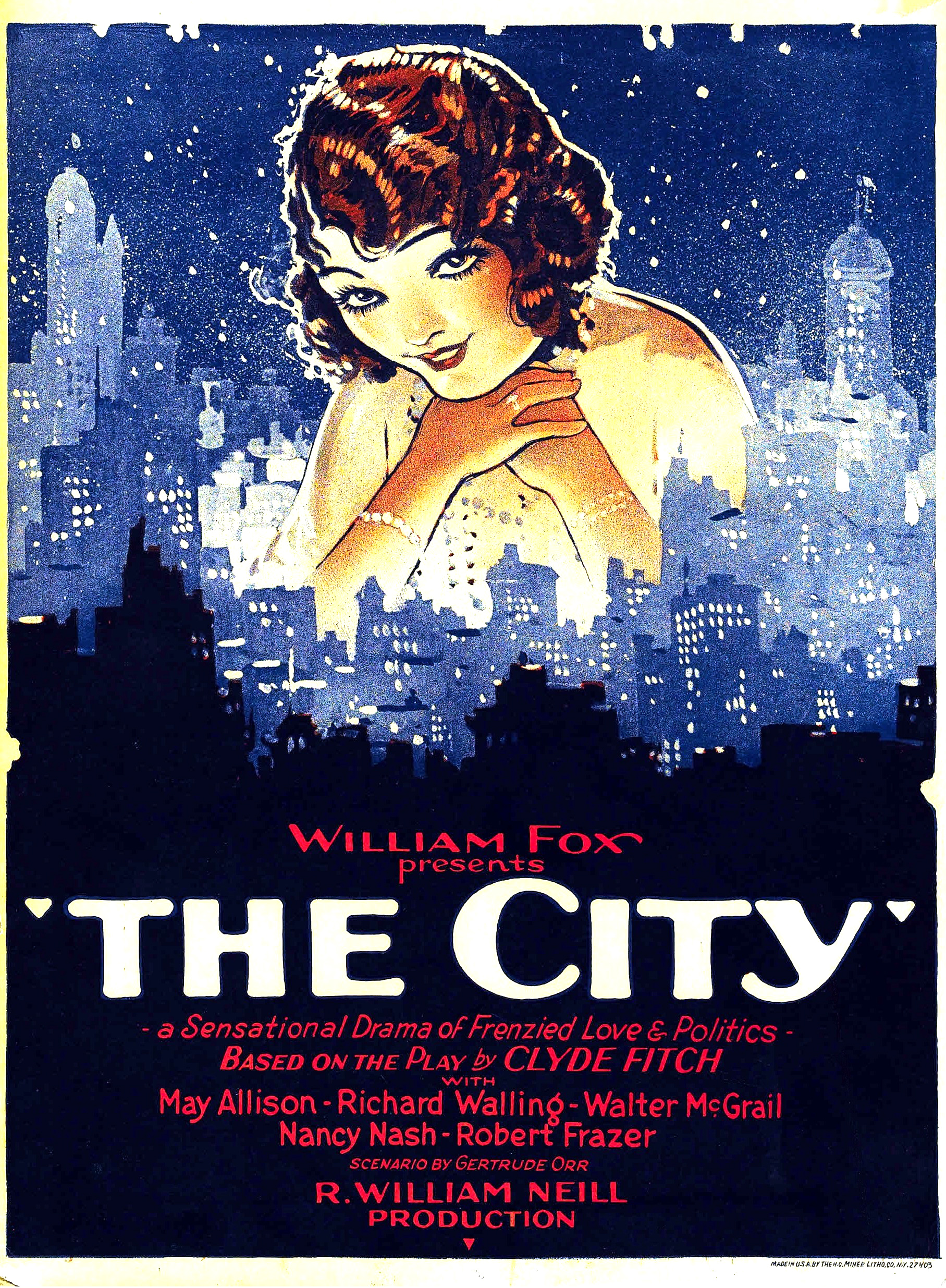
Affiche du film.

Pour les articles homonymes, voir The City.
The City est un film américain réalisé par Roy William Neill, produit par Fox Film Corporation, sorti en 1926.

## Synopsis
Une famille déménage dans une ville, mais leur passé les rattrape.

## Fiche technique
- Réalisation : Roy William Neill
- Scénario : Gertrude Orr d'après la pièce The City de Clyde Fitch jouée à Broadway en 1909-1910[1]
- Photographie : 	James Diamond
- Producteur : William Fox
- Distributeur : Fox Film Corporation
- Durée : 60 minutes
- Date de sortie : 14 novembre 1926[2]

## Distribution
- May Allison: Elinor Voorhees
- Robert Frazer : George Rand Jr.
- George Irving : George Rand Sr.
- Lillian Elliott : Mrs. Elliott
- Walter McGrail : Jim Hannock
- Richard Walling : Chad Morris
- Nancy Nash : Cicely Rand
- Melbourne MacDowell : Vorhees
- Bodil Rosing : Sarah